# Marlisia victoriae
Marlisia victoriae är en stekelart som beskrevs av Heinrich 1975. Marlisia victoriae ingår i släktet Marlisia och familjen brokparasitsteklar. Inga underarter finns listade i Catalogue of Life.